# Eleonora De Angelis
Eleonora De Angelis (Roma, 23 aprile 1967) è una doppiatrice, direttrice del doppiaggio e dialoghista italiana.

## Biografia
Proveniente da una famiglia di doppiatori, è figlia di Manlio, sorella minore di Vittorio e nipote di Gualtiero. Diplomata all'Accademia nazionale d'arte drammatica, ha rinunciato alla carriera teatrale ed è divenuta la voce ricorrente di numerose attrici come Jennifer Aniston, Cameron Diaz, Juliette Lewis, Thandie Newton, Halle Berry, Téa Leoni e Angelina Jolie.
È nota soprattutto per aver prestato la voce a Jennifer Aniston nella maggior parte dei suoi ruoli e a Sarah Michelle Gellar nel ruolo di Karen Davis in The Grudge e The Grudge 2, nel ruolo di Kathryn Merteuil in Cruel Intentions - Prima regola non innamorarsi, Joanna Mills in L'incubo di Joanna Mills, Krista Ora in Southland Tales - Così finisce il mondo e Trista in The Air I Breathe; è stata anche la doppiatrice di Cameron Diaz nel ruolo di Natalie Cook in Charlie's Angels e di Eva Green in Casino Royale e Sin City - Una donna per cui uccidere.
Eleonora De Angelis è anche la doppiatrice di Silvia Marty nel ruolo di Ingrid Muñoz in Paso adelante, di Anna Torv nel ruolo dell'agente dell'FBI Olivia Dunham in Fringe, di Elisha Cuthbert nel ruolo di Danielle in La ragazza della porta accanto e di Kim Raver in Squadra emergenza. Come attrice, nel 2004 ha avuto un piccolo ruolo nella pellicola Movimenti. Dal 2009 al 2014 ha doppiato anche il personaggio di Elizabeth Burke nella serie poliziesca White Collar, personaggio interpretato dall'attrice statunitense Tiffani Thiessen.

## Doppiaggio

### Film
- Jennifer Aniston in Il sogno di Frankie, ...e alla fine arriva Polly, Friends with Money, Romantici equivoci, The Good Girl, Ti odio, ti lascio, ti..., Una settimana da Dio, Vizi di famiglia, Io e Marley, La verità è che non gli piaci abbastanza, Management - Un amore in fuga, Qualcosa di speciale, Il cacciatore di ex, Due cuori e una provetta, Mia moglie per finta, Come ammazzare il capo... e vivere felici, Come ti spaccio la famiglia, Scambio a sorpresa - Life of Crime, Cake, Come ammazzare il capo 2, Tutto può accadere a Broadway, Mother's Day, La festa prima delle feste, Il destino di un soldato, Voglio una vita a forma di me, Murder Mystery, Murder Mystery 2
- Juliette Lewis in  Cape Fear - Il promontorio della paura, Agenzia salvagente, Ritorno dal nulla, Ragazzi e ragazze, Frankie e Ben - Una coppia a sorpresa, Affittasi camera, Via dall'incubo, I segreti di Osage County, Ma, Music, Breaking News a Yuba County, The Thicket, Opus - Venera la tua stella
- Cameron Diaz in Charlie's Angels, Charlie's Angels - Più che mai, La cosa più dolce..., Gangs of New York, In Her Shoes - Se fossi lei, The Green Hornet, Bad Teacher - Una cattiva maestra, Gambit - Una truffa a regola d'arte, Sex Tape - Finiti in rete, Annie - La felicità è contagiosa, Back in Action
- Sarah Michelle Gellar in Cruel Intentions - Prima regola non innamorarsi, The Grudge, The Grudge 2, L'incubo di Joanna Mills, Southland Tales - Così finisce il mondo, The Air I Breathe
- Téa Leoni in Deep Impact, Jurassic Park III, Spanglish - Quando in famiglia sono in troppi a parlare, Dick & Jane - Operazione furto, Ghost Town, Tower Heist - Colpo ad alto livello
- Halle Berry in I Flintstones, Decisione critica, Bulworth - Il senatore, Gothika, Perfect Stranger, Noi due sconosciuti, Comic Movie, Kings
- Jordana Brewster in Fast and Furious, Fast & Furious - Solo parti originali, Fast & Furious 5, Fast & Furious 6, Fast & Furious 7,  Fast & Furious 9 - The Fast Saga, Fast X
- Julia Louis-Dreyfus in Due padri di troppo, Downhill, Black Widow, Black Panther: Wakanda Forever, You People, A dire il vero, Thunderbolts*
- Mary-Louise Parker ne Il cliente, Red Dragon, Saved!, Red Sparrow, Picchiarello al campo estivo
- Angelina Jolie in Il collezionista di ossa, Hell's Kitchen - Le strade dell'inferno, Ragazze interrotte, Salt, The Tourist
- Rhona Mitra in Beowulf, Highwaymen - I banditi della strada, Underworld - La ribellione dei Lycans, The Loft
- Thandiwe Newton in Mission: Impossible 2, The Truth About Charlie, Shade - Carta vincente, 2012, La cena delle spie
- Cécile de France in Hereafter, Il ragazzo con la bicicletta, Rompicapo a New York
- Milla Jovovich in Ritorno alla laguna blu, No Good Deed - Inganni svelati, A Perfect Getaway - Una perfetta via di fuga
- Charlize Theron in Le regole della casa del sidro, 24 ore, Hancock
- Hilary Swank in Karate Kid 4, The Gift, The Core
- Jennifer Garner in Tutte le cose che non sai di lui, Una vita da gatto, Peppermint - L'angelo della vendetta, L'ultima cosa che mi ha detto
- Rebecca Romijn in Godsend - Il male è rinato, The Punisher, Il diario di Jack
- Brittany Murphy in I ragazzi della mia vita, Tutte le ex del mio ragazzo
- Diane Kruger in Appuntamento a Wicker Park, Joyeux Noël - Una verità dimenticata dalla storia
- Elizabeth Banks in Travolti dal destino, Magic Mike XXL
- Elizabeth Debicki in Everest, Widows - Eredità criminale
- Eva Green in Casino Royale, Sin City - Una donna per cui uccidere
- Eva Mendes in Ghost Rider, Hitch - Lui sì che capisce le donne
- Julianne Moore in Il fuggitivo, Assassins, Un adorabile testardo
- Moira Kelly in Billy Bathgate - A scuola di gangster, Vincere insieme
- Mira Sorvino in The Final Cut, Human Trafficking - Le schiave del sesso
- Rhea Seehorn in Shaggy Dog - Papà che abbaia... non morde, Bad Boys: Ride or Die
- Tara Reid in Urban Legend, Maial College
- Traci Lind in Bugsy, Fantasma per amore
- Nikki Amuka-Bird in La vita straordinaria di David Copperfield
- Patricia Arquette in Boyhood
- Ali Larter in Final Destination 2
- Amanda Gabbard in Natale a New York
- Beverley Mitchell in Saw II - La soluzione dell'enigma
- Beyoncé in Cadillac Records
- Carmen Electra in Mardi Gras - Fuga dal college
- Cate Blanchett in Paradise Road
- Cori Wellins in Aracnofobia
- Emily Watson in Equilibrium
- Gina Carano in Blood and Bone
- Jeanne Balibar in Grace di Monaco
- Jeanette Kontromitras in Intervista col vampiro
- Jennifer Baxter in L'errore perfetto
- Jennifer Lopez in Piacere, sono un po' incinta
- Jill Hennessy in RoboCop 3
- Judith Godrèche in La maschera di ferro
- Julia Stiles in 10 cose che odio di te
- Katherine Heigl in Trappola sulle Montagne Rocciose
- Kathleen Marshall in Se scappi, ti sposo
- Kim Cattrall in Un genio in pannolino
- Leelee Sobieski in Per una sola estate
- Leslie Mann in Questi sono i 40
- Lily Rabe in Love & Secrets
- Liv Tyler in Innocenza infranta
- Nastassja Kinski in Diario di un'ossessione intima
- Nicole Beutler in La magia dell'arcobaleno
- Penelope Ann Miller in Risvegli
- Robyn Lively in Karate kid III
- Sarah Paulson in What Women Want - Quello che le donne vogliono
- Sarah Habel in Hostel: Part III
- Sean Astin in I Goonies
- Susan Brightbill in Le parole che non ti ho detto
- Teri Garr in Incontri ravvicinati del terzo tipo
- Winona Ryder in Roxy - Il ritorno di una stella
- Kirsten Dunst in Le ragazze della Casa Bianca
- Adrienne Shelly in Bella, pazza e pericolosa
- Zoe Saldana in Indovina chi
- Kim Dickens in The Good Nurse
- Mariana Xavier in La parte della sposa
- Doris Golpashin in Hard Feelings
- Amy Hargreaves in Brainscan - Il gioco della morte
- Tia Carrere in Lilo & Stitch

### Film d’animazione
- Hilary ne Le avventure di Stanley
- Dil Pickles in Rugrats - Il film, I Rugrats a Parigi - Il film e I Rugrats nella giungla
- Zoe in Le avventure di Elmo in Brontolandia
- Serena ne La voce del cigno
- Von in Galline in fuga - L'alba dei nugget
- Elektra Ovirowa in Cowboy Bebop - Il film
- Daphne in Nome in codice: Brutto Anatroccolo
- Martin in Brisby e il segreto di NIMH
- Russel ne C'era una volta nella foresta
- Wendy Testaburger in South Park - Il film: più grosso, più lungo & tutto intero
- Madre di Haru ne La ricompensa del gatto
- Angela Miller in Resident Evil: Degeneration
- Dea Kalì in Parva e il principe Shiva
- Sachiko Nishimura in Tokyo Godfathers
- Madre di June in Wonder Park

### Serie televisive
- Jennifer Aniston in Friends, Dirt, The Morning Show, Friends: The Reunion
- Vanessa Ferlito in CSI: NY, CSI: Miami
- Anna Torv in Fringe, Secret City
- Mädchen Amick in Riverdale, Californication
- Lola Glaudini in Criminal Minds, Persone sconosciute
- Katie McGrath in Merlin, Slasher
- Elisabeth Shue in The Boys, Gen V
- Natalie Zea in Justified
- Andie MacDowell in Cedar Cove
- Emily Bergl in Shameless
- Tiffani Thiessen in White Collar
- Carrie Coon in The Leftovers - Svaniti nel nulla
- Juliette Lewis in Il socio, Yellowjackets
- Thandie Newton in The Slap
- Kaitlin Olson in The Mick
- Rachel Blanchard in You Me Her
- Vanessa Marcil in Las Vegas, Crossing Jordan
- Laurel Holloman in The L Word
- Tara Summers in Boston Legal
- Teri Reeves in Chicago Fire
- Suzan Anbeh in Last Cop - L'ultimo sbirro
- Rachel Luttrell in Stargate Atlantis
- Kim Raver in Squadra emergenza
- Amanda Peet in Jack & Jill
- Julia Louis-Dreyfus in Seinfeld
- Tessie Santiago in La regina di spade
- Olga Kurylenko in Magic City
- Téa Leoni in The Naked Truth
- Silvia Marty in Paso adelante
- Gloria Carrá in Manuela
- Adriana Lima in The Crazy Ones
- Adriana Ugarte in Il tempo del coraggio e dell'amore
- Blanca Suárez in Quello che nascondono i tuoi occhi
- Ana Polvorosa in Le ragazze del centralino
- Mihaela Girbea in Chica vampiro
- Molly Parker in Lost in Space
- Aunjanue Ellis in The Mentalist
- Brooke Elliott in Drop Dead Diva
- Lily Rabe in The Undoing - Le verità non dette
- Erika Alexander ne I Robinson
- Emily Deschanel ne Il diavolo in Ohio
- Kate Corbett in Coroner
- Iben Dorner in L'uomo delle castagne
- Michelle Forbes in Homicide, Star Trek: Picard
- Deniz Çakır in Innocence
- Toni Trucks in Barbershop
- Leslie Bibb in Jupiter's Legacy
- Jade Harlow in Criminal Minds
- Thandiwe Newton in Mercoledì

### Cartoni animati
- Linda (st. 5, 8+), Lucy Liu, Monique (voce principale), Guenter, Jrrr (ep. 2x14), LaBarbara Conrad (ep. 6x13), Sherry Fry (ep. 6x24), Dottoressa Lauren Cahill (st. 9) e altri personaggi in Futurama[3]
- Madre di Charlotte in Charlotte (doppiaggio 2005)
- Aika Sumeragi in Agent Aika
- Mariabel ne Lo stregone Orphen
- Principessa Catherine in Gargoyles - Il risveglio degli eroi
- Wendy Testaburger in South Park (doppiaggio SEFIT-CDC)
- Julia in Cowboy Bebop
- Yuki in Violence Jack
- Marilyn in Bonkers - Gatto combinaguai
- Louise in Pet Shop of Horrors
- Miyabi Aizawa in Great Teacher Onizuka
- Mistress 9 in Pretty Guardian Sailor Moon Crystal
- Bee in Bee e PuppyCat
- Elena Kohl in Carol e la fine del mondo
- Ororo Munroe / Tempesta in X-Men '97
- Corelia in Mermaid Magic
- Ronnie in Jurassic World - Teoria del caos

### Videogiochi
- Bambina fantasma in Ghosthunter[4]
- Vesper Lynd in Quantum of Solace[5]

## Riconoscimenti
La Musa d'Oro 2021: Miglior Direzione di Doppiaggio per The Boys